# Ла-Вальк
Ла-Вальк (фр. La Walck) — колишній муніципалітет (комуна) у Ельзасі (Франції), у регіоні Гранд-Ест, департамент Нижній Рейн. Населення — 1142 осіб (2011). 1 січня 2016 інтегровано з сусіднім селищем-комуною Валь-де-Модер.
Розташований на відстані близько 390 км на схід від Парижа, 32 км на північ від Страсбура.

## Історія
До 2015 року муніципалітет перебував у складі регіону Ельзас. Від 1 січня 2016 року належав до нового об'єднаного регіону Гранд-Ест.
1 січня 2016 року Ла-Вальк, Пфаффеноффен i Юберак було об'єднано в новий муніципалітет Валь-де-Модер.

## Демографія
Динаміка населення (INSEE ):
Розподіл населення за віком та статтю (2006):
| Стать | Всього | До 15 років | 15-24 | 25-44 | 45-64 | 65-85 | Понад 85 |
| --- | ------ | ----------- | ----- | ----- | ----- | ----- | -------- |
| Чоловіки | 580    | 144         | 48    | 164   | 140   | 80    | 4        |
| Жінки | 556    | 132         | 48    | 168   | 108   | 84    | 16       |
| \| Статево-вікова піраміда \| Статево-вікова піраміда \| Статево-вікова піраміда \| \| ----------------------- \| ----------------------- \| ----------------------- \| \| Чоловіки \| Вік \| Жінки \| \| 4 \| 85 + \| 16 \| \| 16 \| 80-84 \| 12 \| \| 28 \| 75-79 \| 24 \| \| 16 \| 70-74 \| 24 \| \| 20 \| 65-69 \| 24 \| \| 24 \| 60-64 \| 20 \| \| 16 \| 55-59 \| 12 \| \| 40 \| 50-54 \| 28 \| \| 60 \| 45-49 \| 48 \| \| 48 \| 40-44 \| 44 \| \| 52 \| 35-39 \| 32 \| \| 44 \| 30-34 \| 56 \| \| 20 \| 25-29 \| 36 \| \| 20 \| 20-24 \| 12 \| \| 28 \| 15-20 \| 36 \| \| 40 \| 10-14 \| 32 \| \| 64 \| 5-9 \| 44 \| \| 40 \| 0-4 \| 56 \| |        |             |       |       |       |       |          |
| Статево-вікова піраміда |        |             |       |       |       |       |          |
| Чоловіки | Вік    | Жінки       |       |       |       |       |          |
| 4 | 85 +   | 16          |       |       |       |       |          |
| 16 | 80-84  | 12          |       |       |       |       |          |
| 28 | 75-79  | 24          |       |       |       |       |          |
| 16 | 70-74  | 24          |       |       |       |       |          |
| 20 | 65-69  | 24          |       |       |       |       |          |
| 24 | 60-64  | 20          |       |       |       |       |          |
| 16 | 55-59  | 12          |       |       |       |       |          |
| 40 | 50-54  | 28          |       |       |       |       |          |
| 60 | 45-49  | 48          |       |       |       |       |          |
| 48 | 40-44  | 44          |       |       |       |       |          |
| 52 | 35-39  | 32          |       |       |       |       |          |
| 44 | 30-34  | 56          |       |       |       |       |          |
| 20 | 25-29  | 36          |       |       |       |       |          |
| 20 | 20-24  | 12          |       |       |       |       |          |
| 28 | 15-20  | 36          |       |       |       |       |          |
| 40 | 10-14  | 32          |       |       |       |       |          |
| 64 | 5-9    | 44          |       |       |       |       |          |
| 40 | 0-4    | 56          |       |       |       |       |          |

## Економіка
2010 року серед 703 осіб працездатного віку (15—64 років) 547 були активними, 156 — неактивними (показник активності 77,8%, у 1999 році було 71,1%). З 547 активних мешканців працювало 497 осіб (270 чоловіків та 227 жінок), безробітними було 50 (27 чоловіків та 23 жінки). Серед 156 неактивних 46 осіб було учнями чи студентами, 43 — пенсіонерами, 67 були неактивними з інших причин.

У 2010 році в муніципалітеті налічувалося 434 оподаткованих домогосподарств, у яких проживали 1102,5 особи, медіана доходів виносила 20 153 євро на одного особоспоживача